# Warren K. Lewis
Warren Kendall Lewis (21.8.1882 - 9.3.1975) là một giáo sư ở Học viện Công nghệ Massachusetts, được gọi là cha đẻ của ngành công nghệ Hóa học hiện đại. Ông là đồng tác giả của bộ sách giáo khoa chính trước đây về đề tài trong đó giới thiệu chủ yếu khái niệm của các thao tác đơn (unit operation). Ông cũng là người cùng triển khai phương pháp Houdray (Houdry process) trong hợp đồng với Công ty Standard Oil của New Jersey (nay là ExxonMobil) trong phương pháp cracking xúc tác chất lỏng (fluid catalytic cracking) hiện đại cùng với Edwin R. Gilliland, một giáo sư khác của Học viện Công nghệ Massachusetts.

## Cuộc đời và Sự nghiệp
Lewis sinh tại Laurel, Delaware ngày 21.8.1882 và học ngành công nghệ ở Học viện Công nghệ Massachusetts. Ông chọn ngành công nghệ Hóa học ở Phân khoa Hóa học, và sau đó sang nghiên cứu hậu tiến sĩ về hóa lý ở Wrocław, Đức. Ông đậu bằng tiến sĩ khoa học năm 1908. Ngay sau đó ông đăng bài khảo cứu "The Theory of Fractional Distillation" (Lý thuyết về sự chưng cất phân đoạn) là cơ sở cho các phương pháp tính toán trong công nghệ hóa học sau này. (Sau này ông có 19 bằng sáng chế về chưng cất.) Sau một số thực nghiệm kỹ nghệ ở cương vị một nhà hóa học, ông trở lại Học viện Công nghệ Massachusetts và năm 1920, ông trở thành trưởng phân khoa Công nghệ Hóa học đầu tiên mới được thành lập ở Học viện này, một chức vụ mà ông đảm nhiệm trong 13 năm, trước khi quay lại việc nghiên cứu và giảng dạy. Ông trở thành giáo sư danh dự năm 1948 và tiếp tục làm việc ở phân khoa này cho tới khi qua đời ngày 9.3.1975.

## Giải thưởng và Vinh dự
Lewis đoạt nhiều giải thưởng, cả cho công trình nghiên cứu lẫn cho các đóng góp về giáo dục, trong đó có: 
- Huy chương Perkin của Hội Công nghiệp Hóa học (Hoa Kỳ) (1936)
- Huy chương Lamme của American Society of Engineering Education (Hội giáo dục khoa Công trình Mỹ) (1947)
- Huy chương Priestley của Hội Hóa học Hoa Kỳ (1947). Ông là kỹ sư hóa học đầu tiên đoạt Huy chương này.[4].

Ông được tưởng niệm trong Warren K. Lewis Award for Chemical Engineering Education (Giải Warren K. Lewis cho việc giáo dục khoa Công trình) của Viện Kỹ sư Hóa học Hoa Kỳ (American Institute of Chemical Engineers) và trong "Warren K. Lewis Lectureship" (chức giảng viên Warren K. Lewis) ở Học viện Công nghệ Massachusetts.